# Hans Tausencentret
55°22′49″N 10°33′54″Ø / 55.38028°N 10.56500°Ø
Hans Tausencentret er et medborgerhus, som bruges af enkeltpersoner, foreninger, sammenslutninger, myndigheder og andre arrangører som ramme om møder, udstillinger osv. Centret er beliggende i landsbyen Birkende (Kerteminde Kommune) i en bygning, som tidligere har huset Birkendes folkeskole.
Bygningen er fredet, og står i dag, som den gjorde, da man ophørte med at bruge den som skole. Huset og den tilhørende have er vedligeholdt og passet på en måde, så stedet fremtræder indbydende på den besøgende.

## Eksterne links
- Danmarks Miljøportal: Matrikelkort for ejendommen Arkiveret 5. marts 2016 hos  Wayback Machine
- DR.dk: Politisk sommer Arkiveret 24. september 2015 hos  Wayback Machine rummer Margrethe Vestagers erindringer fra netop denne skole (udsendt den 30. juli 2011).